# Prépotin
Prépotin település Franciaországban, Orne megyében. Lakosainak száma 121 fő (2018. január 1.). Prépotin Soligny-la-Trappe, Bresolettes, Bubertré, Lignerolles és Sainte-Céronne-lès-Mortagne községekkel határos.

## Népesség
A település népességének változása:
| Lakosok száma | 120  | 93   | 56   | 70   | 77   | 115  | 129  | 126  | 121  | 121  |
|               | 1962 | 1968 | 1975 | 1982 | 1990 | 2008 | 2013 | 2015 | 2017 | 2018 |